# Tallesäär
Tallesäär ist eine Halbinsel in der Landgemeinde Saaremaa im Kreis Saare auf der größten estnischen Insel Saaremaa. Die Halbinsel bildet die Grenze zwischen den Buchten Lambarahu abaja und Kuusnõmme laht. Die Halbinsel befindet sich im Nationalpark Vilsandi. Die Halbinsel liegt an der Halbinsel Eeriksaare poolsaar.
Die Halbinsel ist 490 Meter lang und 150 Meter breit.